# Lincoln Heights (série de televisão)
Lincoln Hights é uma série de televisão americana. A série conta a história de Eddie Sutton, um agente da polícia que se muda com sua família de volta ao seu antigo bairro, Lincoln Heights, para começar uma nova vida e ajudar seu bairro antigo, que na verdade é um lugar perigoso para se criar uma família, e através de muitas provocações que a família passa, em breve eles devem aprender que não é tão fácil quanto parece. Enquanto agente Sutton luta para lidar com a vida cotidiana como um polícia nas ruas de Los Angeles, os filhos dele tentam encaixar-se em suas novas escolas e com os novos vizinhos.

## Premissa
Conta o drama de uma família que se muda novamente de volta a sua velha vizinhança, em Los Angeles, Califórnia para começar uma vida nova. Lá é um lugar perigoso para erguer uma família. Com muitas experiências que a família vão vivendo, eles aprendam logo que viver ali não é tão fácil quanto parece. Eddie Sutton, o pai, não mede esforços para lidar com a vida cotidiana como um bom vizinho da rua, as crianças tentam sobreviver dentro de suas novas escolas e com seus vizinhos novos. A primeira temporada, que estreou em 8 de janeiro de 2007 na rede ABC Family, com os 13 episódios requisitados. Foi então aprovada para uma segunda temporada, que estreou em 4 de setembro de 2007. A série teve quatro temporadas mas após a quarta foi cancelada.

## Elenco
- Russell Hornsby- Como Edward "Eddie" Sutton um agente da polícia que leva sua família de volta ao seu antigo bairro esperando fazer a diferença. No entanto, eles estão surpresos com a mudança a outro lugar. Apesar de tudo isso, Eddie esforça-se para mudar a vida das pessoas em volta de si. E revelou que sua mãe foi morta vinte anos antes, quando ele tinha treze anos, fazendo trinta e três na série.
- Jennifer "Jenn" Sutton (Nicki Micheaux) é a esposa de Eddie, uma enfermeira. Ela é a filha de um juiz e ela é contra a família localização atual. Apesar de seu próprio preocupações sobre isso, ela fica com o marido e coloca suas habilidades médicas para bom uso. Ela se casou com o Eddie e tinha a Cassie enquanto ainda um adolescente, que é mencionado mais tarde após a Cassie pensa sobre assentar com Charles. Na primeira, Jenn não como dana, mas, eventualmente, tornam-se amigos.
- Erica Hubbard- Cassandra "Cassie" Sutton é a filha mais velha de Eddie e Jenn, nomeada após a morte de sua avó,mãe de Eddie. Ela é muito determinada, gentil, doce, e talentosa. Sua personalidade é semelhante a do seu pai, Eddie. Ela é muito ingênua para certas coisas, desde que se mudou para Lincoln Heights, ela tem mostrado ser muito rabugenta e dura quando necessário, como mostrado na temporada 2, quando ela usa suas habilidades de Karatê para ajuda a salvar uma mulher mais velha de um assalto. Ela se torna romanticamente envolvida com um rapaz na escola dela chamado Charles e depois tornam-se amigas com a filha do pai seu parceiro, Sage. Ela começa a não confiar em Charles após o terremoto, lutando com as pessoas que são racistas. Ela vai com o Charles para conhecer o pai após esses eventos. Cassie e Eddie não se dão bem depois disso. Charles diz a Cassie sobre o dinheiro que ele pegou, ela para de falar com Charles, mas, eventualmente, o perdoa. Ela quer ir para Pratt Institute, um prestigiado colegial, em Nova York, mas não quer deixar Charles. Eles decidem se casar, e, finalmente, mudar as suas mentes, pois eles queriam seus pais para estar lá. No entanto, eles ficam noivos, e um casamento é pronunciado no futuro.
- Nikki Micheaux- Como Jennifer "Jenn" Sutton é a esposa de Eddie, uma enfermeira. Ela é filha de um juiz e é contra a sua cidade actual. Apesar de seu próprio marido decidir, ela sente-se preocupada com isso. Fica com o marido e coloca suas habilidades médicas para um bom uso. Quando se casou com Eddie ela já tinha Cassie enquanto ainda uma adolescente.
- Rhyon Brown- como Elizabeth "Lizzie" Sutton é filha caçula e segunda de Eddie e Jenn. Lizzie é inteligente, franca, e espirituosa. Ela e Cassie são ambas mostradas como jovens firmes na defesa de uma causa que elas acham que é importante. Ela gosta de jogar Basquete, cantar e dançar. Mais tarde na 1ª temporada, ela é sequestrada por dois bandidos, mas surge uma ajuda a fuga dela. Ela terá uma amizade com ele não aprovada. Lizzie é aceite numa escola particular. Ela chora a morte de seu amigo Johnny, que é morto após um atropelamento e fuga. Quando ela entra na escola, ela torna-se amiga de um rapaz chamado Andrew enquanto trabalhava em um programa de voluntariado da escola. Andrew a beija no programa de dança, mas ela é tímida com facto de que ela ainda não conseguiu parar de pensar no Johnny. Mais tarde, ela fica cara a cara com o fato de que Johnny se foi, mas ainda vai estar sempre no seu coração. Ela e o Andrew finalmente começam um relacionamento no final da série.
- Mishon Ratliff- como  Taylor "Tay" Sutton é o filho mais novo de Eddie e Jenn é o único filho biológico do casal. Ele tem diabete Tipo I, tem uma forte paixão pela música. Ele é inicialmente tímido, mas começa abrir-se com o avanço da série, seu talento é mostrado mais para com os outros. Ele é visto como solidário com as pessoas e perdoa facilmente os erros, especialmente contra o Ruben, o homem que matou Cassandra, mãe de Eddie. Tay é nomeado com o sobrenome da família de sua avó. Tay é chamado para cantar em público na TV.
- Robert Adamson- Como Charles Antoni é um rapaz novo no bairro. Ele tem um interesse amoroso por Cassie. Ele ama sua arte e tenta apoiá-la. O relacionamento deles é mostrado na segunda temporada. NA TEMPORADA 3, eles finalmente percebem que foram feitos um para o outro, não importa as lutas. Charles tem inúmeros problemas com a lei. Ele deixou o seu padrasto morrer e levou o dinheiro da Sutton durante o terremoto. Fugiu da polícia, Charles visita seu pai biológico, mas, seu pai o rejeita, ele retorna para casa e dá o dinheiro de volta para a Sutton. Ele considera ingressar no exército para pagar a faculdade, ele e Cassie decidem se casar. Eles finalmente mudam suas mentes, e Charles decide não entrar para o exército.
- Michael Reilly Burke- como Kevin Lund (Temporadas 1-3) é um parceiro de Eddie e pai de Sage. Kevin e Eddie são bons amigos; eles ajudam uns aos outros através de tempos difíceis, como quando o Kevin usava constantemente bebidas alcoólicas, quando as coisas deram errado em sua vida, assim como o pai do Eddie.